# آلیاکساندر بویکویچ
آلیاکساندر بویکویچ (بلاروسی: Аляксандар Мікалаевіч Буйкевіч؛ زادهٔ ۱۹ نوامبر ۱۹۸۴) شمشیرباز اهل بلاروس است.